# Autoroute A22 (Autriche)
Pour les articles homonymes, voir A22.
L'autoroute autrichienne A22 (en allemand : Donauufer Autobahn (A22) ou Autoroute du Danube) est un axe autoroutier situé en Autriche, qui relie Vienne à Stockerau, l'autoroute est censée à l'avenir atteindre la frontière tchèque.